# Two-Face
Two-Face (oprindeligt Dobbelt-fjæs på dansk) er en fiktiv skurk i Batman-universet.
Engang var Harvey Dent en respekteret medborger og offentlig anklager, samt en af Batmans venner, i Gotham City, men efter en kriminel kaster syre i ansigtet på ham, ødelægges halvdelen af hans ansigt.  Herefter slår han sig på den kriminelle løbebane under navnet Two-Face. Two-Face er ude af stand til at træffe beslutninger om hvorledes noget er godt eller ondt, og derfor afgøres situationerne ved at slå plat eller krone.
Karakteren er blevet brugt i forskellige medier uden for tegneserier, og er blevet på film af Billy Dee Williams i Batman (1989), Tommy Lee Jones i Batman Forever (1995), Aaron Eckhart i The Dark Knight (2008), og Harry Lawtey i Joker: Folie à Deux (2024), i tv af Nicholas D'Agosto i Fox serie Gotham og Misha Collins i The CW serie Gotham Knights. Richard Moll, Troy Baker, og andre har lagt stemme til Two-Face i animation og computerspil.